# Angel and Big Joe
Angel and Big Joe ist ein US-amerikanisches Kurzfilmdrama von Bert Salzman aus dem Jahr 1975.

## Handlung
Angel ist das älteste Kind einer puerto-ricanischen Familie, die in die USA ausgewandert ist. Hier verdienen sie ihren Lebensunterhalt vorwiegend als wandernde Erntehelfer. Der Vater ist unterwegs, um Arbeit zu finden, und so warten Angel, seine Mutter und sein Bruder seit längerer Zeit auf einen Anruf von ihm, damit sie ihm nachfahren können. In der Zeit des Wartens wird das Geld, das der Vater ihnen dagelassen hat, immer weniger. Als das Telefon eines Tages nicht mehr funktioniert, spricht Angel einen Techniker an, der unweit des Hauses eine Oberleitung repariert. Durch seine hartnäckige Art bringt Angel den Mann, der sich Big Joe nennt, dazu, das Telefon zu reparieren.
Einige Wochen später sehen sich beide wieder. Big Joe nimmt ihn mit nach Hause, und beide decken das Dach von Big Joes Haus. Angel bestaunt das große Grundstück, das jedoch überhaupt nicht bepflanzt ist. Big Joe erzählt, wie er mit seinem Sohn Pete einen Gewächshausbau begonnen hat, jedoch abbrach, als Pete zur Marine ging. Angel und Big Joe werden Freunde. Big Joe bittet Angel eines Tages, ihm bei der Fertigstellung des Gewächshauses zu helfen. Beide fangen schließlich an, Rosen zu züchten. Angel verbringt in dieser Zeit mehr Stunden bei Big Joe als bei seiner Mutter und hat ein schlechtes Gewissen, weil er insgeheim hofft, dass der Vater nie anruft, auch wenn er sieht, wie seine Mutter unter der Situation leidet. Eines Tages sind die Rosen schnittreif, und Angel und Big Joe können die Blumen für einen guten Preis verkaufen. Big Joe plant bereits weiter und will mit Angel zwei weitere Gewächshäuser bauen, damit sie in einigen Jahren richtig gut wirtschaften können. Angel gibt zu bedenken, dass er dann sicherlich nicht mehr da sein wird. Big Joe bietet ihm an, zu ihm zu ziehen und für immer in der Stadt zu bleiben – er selbst habe früher zur Unterstützung der Eltern mit ihnen in einer Mine gearbeitet, irgendwann jedoch erkannt, dass er auch eine Verantwortung für sich selbst hat und die Familie seine Unterstützung in der Form gar nicht brauchte. Angel geht, und Big Joe verspricht, ihn am nächsten Tag anzurufen. Angel wird bei seiner Rückkehr von der Mutter erwartet: Der Vater hat angerufen, und die Familie wird am nächsten Tag zu ihm reisen. Angel weint, entschließt sich jedoch, seiner Familie zu folgen. Big Joe hinterlässt er einen Abschiedsbrief mit Vorschlägen für seine neuen Rosenzuchtpläne.

## Produktion
Angel and Big Joe entstand im Auftrag der Learning Corporation of America (LCA), die Lehrfilme für den Unterricht drehen ließ. Bert Salzman drehte für die LCA zunächst drei Filme, die sich mit drei verschiedenen ethnischen Gruppen befassten: Geronimo Jones (1970) über einen Papago-Apachen, Felipa: North of the Border (1971) über ein Chicano-Mädchen sowie bis 1975 Angel and Big Joe über eine puerto-ricanische Einwandererfamilie.
Angel and Big Joe wurde 1975 veröffentlicht und erschien sowohl auf VHS als auch auf DVD.

## Auszeichnungen
Angel and Big Joe gewann 1976 den Oscar in der Kategorie Bester Kurzfilm.